# Harri Rovanperä

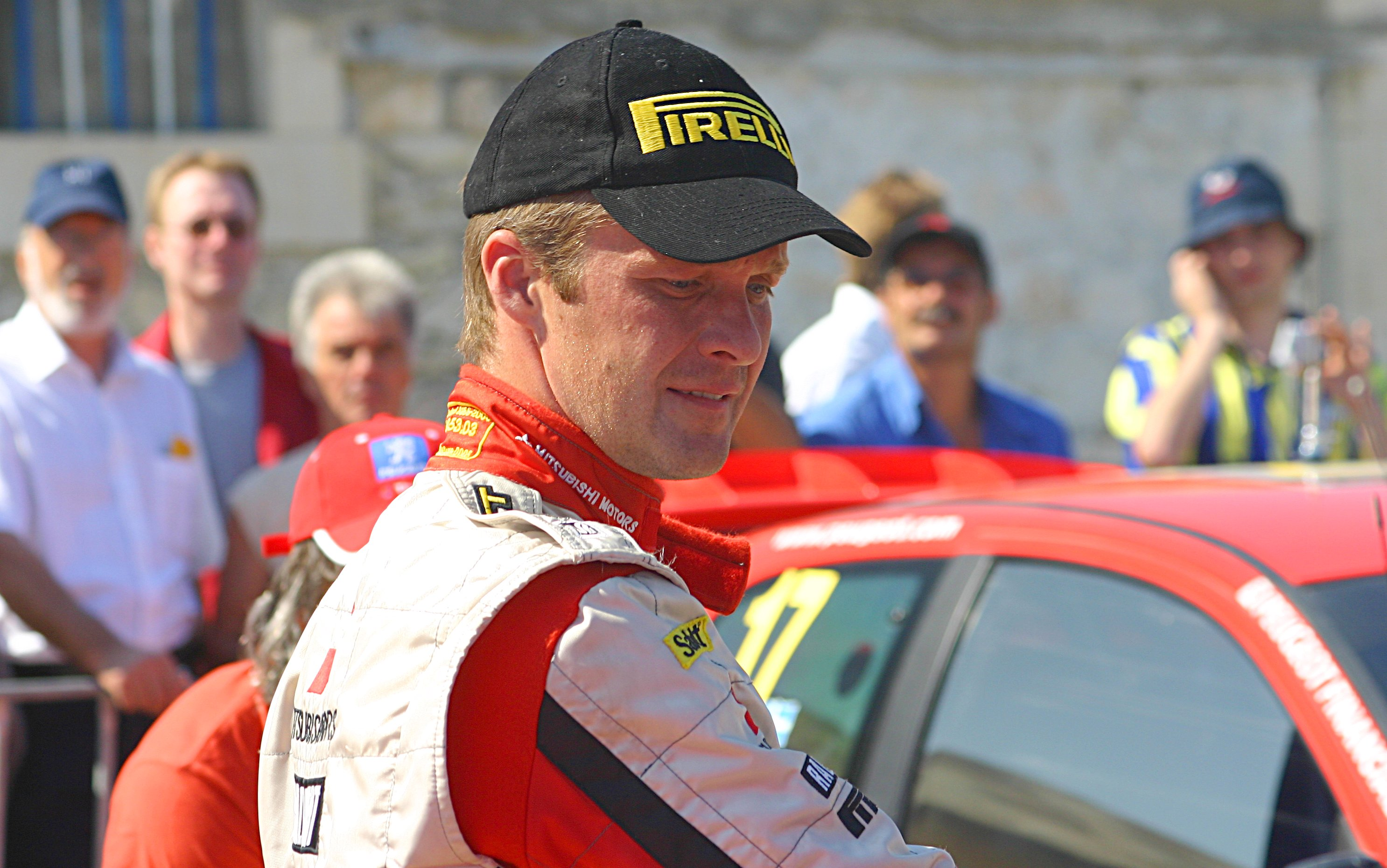
Harri Rovanperä, 2005

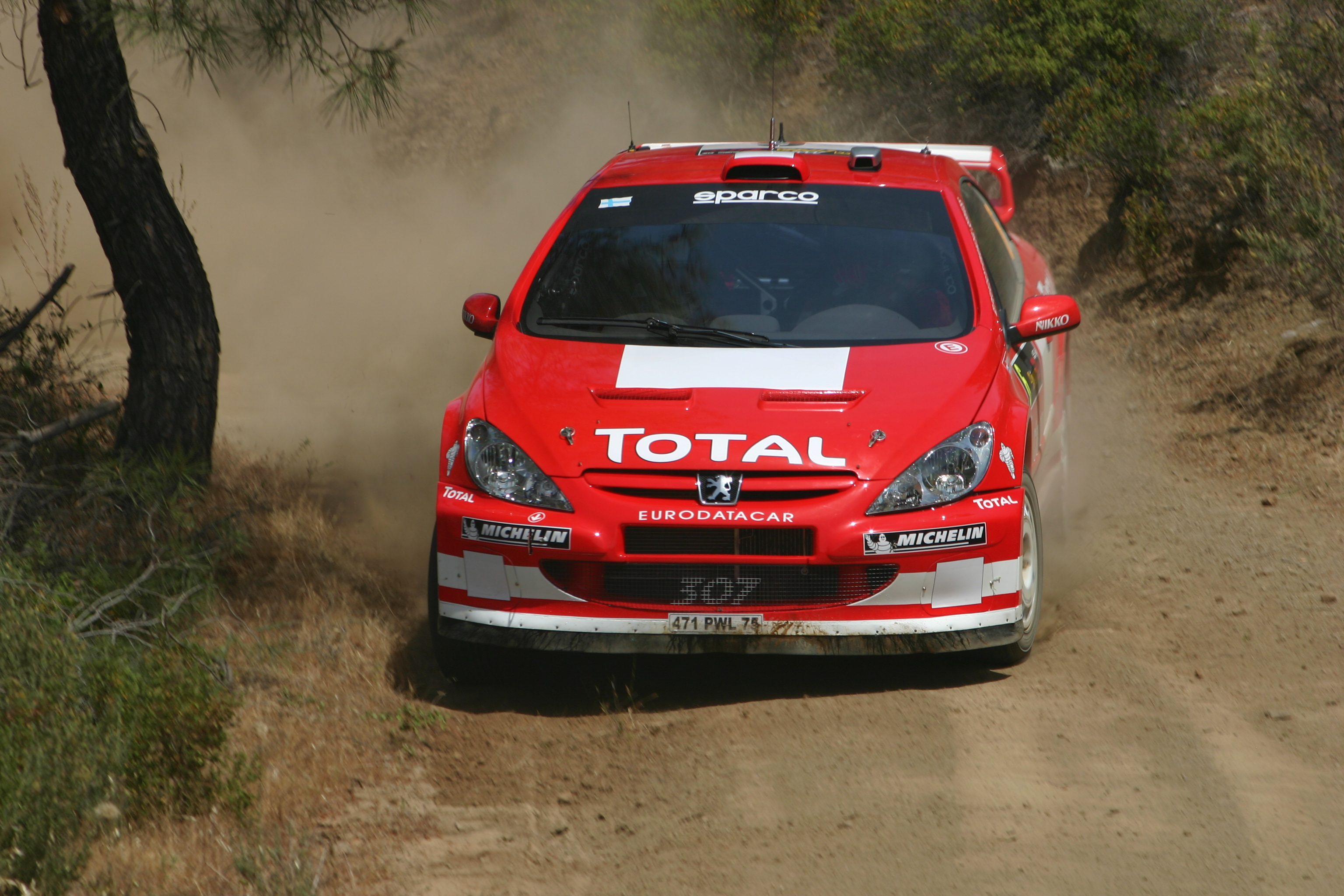
Rovanperä bei der Rallye Zypern 2004

Harri Rovanperä (* 8. April 1966 in Jyväskylä) ist ein finnischer Rallyefahrer, der von 1993 bis 2006 in der Rallye-Weltmeisterschaft (WRC) angetreten ist. 

## Karriere
1995 gewann er die finnische Rallye-Meisterschaft der Gruppe A. Nachdem er mehrfach bei der Rallye Finnland an der Rallye-Weltmeisterschaft (WRC) teilgenommen hatte, wurde er 1997 von Seat unter Vertrag genommen. 2001 wechselte er zu Peugeot und erzielte mit einem Sieg bei der Rallye Schweden seinen ersten und einzigen Sieg in der WRC. Außerdem gewann er in diesem Jahr das Race of Champions. Rovanperä blieb bis 2004 bei Peugeot und startete danach 2005 in einem Mitsubishi und 2006 in einem Škoda. 2007 startete er in der finnischen Rallycross-Meisterschaft.
Sein Sohn ist der Rallyefahrer Kalle Rovanperä (* 2000).